# Pine Island Ridge
Pour les articles homonymes, voir Pine Island.
Pine Island Ridge était un census-designated place du comté de Broward en Floride. Sa population était de 5 199 habitants lors du recensement de 2000. Il était formellement une zone non incorporée du comté de Broward, jusqu'à son annexion à la localité de Davie le 15 septembre 2006.